# Простой план (фильм)
«Простой план» (англ. A Simple Plan) — драматический триллер 1998 года режиссёра Сэма Рэйми, основанный на одноимённом романе Скотта Б. Смита, который также написал сценарий для фильма. Картина была номинирована на «Оскар» в двух категориях: за лучшую мужскую роль второго плана (Билли Боб Торнтон) и лучший адаптированный сценарий (Скотт Б. Смит).

## Сюжет
Братья — Хэнк (Билл Пэкстон) и Джейкоб (Билли Боб Торнтон) Митчеллы с их приятелем Лу во время зимней охоты в лесах Миннесоты наталкиваются на разбившийся самолёт, в котором находится труп пилота и сумка с 4 млн. 400 тыс. долларов. Они догадываются, что у этих денег есть хозяин, который возможно уже ищет пропажу. И всё-таки они решают оставить деньги себе.

## В ролях
- Билл Пэкстон — Хэнк Митчелл
- Билли Боб Торнтон — Джейкоб Митчелл
- Брент Бриско — Лу Чамберс
- Бриджит Фонда — Сара Митчелл
- Челси Росс — шериф Карл Дженкинс
- Джек Уолш — Том Батлер
- Бекки Энн Бейкер — Нэнси Чамберс
- Гэри Коул — Нил Бакстер
- Боб Дэвис — агент ФБР Ренкинс
- Питер Сивертсен — агент ФБР Фримонт
- Дж. Том Кэри — Дуайт Стивенсон

## Награды и номинации
| Премия                                | Категория                                        | Номинанты         | Итог      |
| ------------------------------------- | ------------------------------------------------ | ----------------- | --------- |
| «Оскар» (1999)                        | Лучший адаптированный сценарий                   | Скотт Б. Смит     | Номинация |
| «Оскар» (1999)                        | Лучший актёр второго плана                       | Билли Боб Торнтон | Номинация |
|                                       |                                                  |                   |           |
| «Золотой глобус» (1999)               | Лучший актёр второго плана в кинофильме          | Билли Боб Торнтон | Номинация |
|                                       |                                                  |                   |           |
| «Сатурн» (1999)                       | Лучший приключенческий фильм, боевик или триллер |                   | Номинация |
| «Сатурн» (1999)                       | Лучший киноактёр второго плана                   | Билли Боб Торнтон | Номинация |
|                                       |                                                  |                   |           |
| Премия Гильдии сценаристов США (1999) | Лучший адаптированный сценарий                   | Скотт Б. Смит     | Номинация |
|                                       |                                                  |                   |           |
| Премия Гильдии киноактёров США (1999) | Лучшая мужская роль второго плана                | Билли Боб Торнтон | Номинация |
|                                       |                                                  |                   |           |
| Общество кинокритиков Бостона (1998)  | Лучший актёр второго плана                       | Билли Боб Торнтон | Победа    |
|                                       |                                                  |                   |           |
| Ассоциация кинокритиков Чикаго (1999) | Лучший сценарий                                  | Скотт Б. Смит     | Номинация |
| Ассоциация кинокритиков Чикаго (1999) | Лучший актёр второго плана                       | Билли Боб Торнтон | Победа    |
| Ассоциация кинокритиков Чикаго (1999) | Лучший оригинальный саундтрек                    | Дэнни Эльфман     | Номинация |